# Ciklámenlila nőszőfű
A ciklámenlila nőszőfű vagy piacenzai nőszőfű (Epipactis placentina) a kosborfélék családjába tartozó, Magyarországon fokozottan védett vadvirág.

## Megjelenése
A ciklámenlila nőszőfű 16–40 cm magas, lágyszárú, évelő növény. Szárának alsó része kb. az első levelekig lilás, felette világoszöld színű. 2-6 levele van, amelyek hosszabbak a szártagoknál. A váltakozó állású (ritkán spirális elrendeződésű) levelek 4–7 cm hosszúak; alul széles tojásdadok, felül széles lándzsásak. Szélük enyhén hullámos.
Július-augusztusban nyílik. Virágzata a teljes magasság kb. harmadát kitevő, nagyjából egy oldalra rendeződött fürt, amely bókoló, néha teljesen ki nem nyíló virágokból áll. A virágok murvalevelek hónaljából nőnek ki, amelyek lándzsás alakúak és az alsók jóval - akár háromszor - hosszabbak náluk. A külső lepellevelek (szirmok) tojásdad-lándzsás alakúak, lilás árnyalatú világoszöldek vagy lilák. A belső lepellevelek ciklámen-rózsaszín színűek, méretük megegyezik a külsőkével (6–9 mm hosszúak). A mézajak külső része (epichil) háromszög alakú, rózsaszínes-lilás, mereven álló, szélei olykor felhajlók. A hólyagosan kiöblösödő belső rész (hypochil) kívül zöldeslilás, belül bíborszínű.
Termése toktermés.

## Elterjedése
Közép- és dél-európai faj, elterjedésének központja Észak-Olaszországban található, de előfordul Szicíliában (az Etna lejtőin) Dél-Franciaországban, Svájcban, Csehországban, Szlovákiában és Magyarországon is 500-1400 méteres tengerszint feletti magasságon. Magyarországon három helyről ismert: kettő a Kelet-Mecsekben, egy a Mátrában található.    

## Életmódja
Hegyvidéki erdőkben található meg. Nálunk gyertyános-tölgyesekben él, Észak-Olaszországban vegyes lomberdők (bükk, tölgy, gesztenye, kőris), illetve ültetett feketefenyvesek növénye. Inkább mészkerülő, hazai élőhelyein a talaj kémhatása pH 5,7, 6,4, ill. 6,7 volt.
Hajtásai májusban jelennek meg és július elejétől július végéig (Olaszország hegyeiben augusztusig) nyílik. Egy példány 10-14 napig virágzik. Önmegporzó, a megtermékenyülés hatásfoka jó, a virágok 67-88%-a termést hoz. A magvak augusztus-szeptemberre érnek be. 

## Természetvédelmi helyzete
A ciklámenlila nőszőfű erőteljesen fragmentált elterjedése és kis egyedszáma miatt a Természetvédelmi Világszövetség Vörös listáján veszélyeztetett státusszal szerepel. Magyarországon két élőhelye volt ismert. A Mecsekben az 1990-es években találták meg, de sajnos az itteni példányok 3-4 év után eltűntek, s a faj közel húsz évig sehol nem került elő. Ezt követően a Mátrában 2010-ben rátaláltak a fajra, akkor egyetlen példányra. 2019-ben azonban mintegy 40 tős állományt sikerült itt azonosítani. Jelenleg ez az egyetlen ismert hazai előfordulása a fajnak. A kipusztulás fenyegeti, ezért fokozottan védett, természetvédelmi értéke 250 000 ft.